# Bathytanais bipennifer
Bathytanais bipennifer is een naaldkreeftjessoort uit de familie van de Paratanaidae. De wetenschappelijke naam van de soort is voor het eerst geldig gepubliceerd in 2000 door Bird & Bamber.